# آنا کانسکی
آنا کانسکی (انگلیسی: Ana Kansky؛ ۲۰ ژوئن ۱۸۹۵ – ۳ نوامبر ۱۹۶۲) شیمی‌دان و مهندس شیمی اسلوونیایی بود که برای اینکه نخستین شخصی بود که در دانشگاه لیوبلیانا مدرک دکتری گرفت و یکی از نخستین دانشنمندان زن اهل اسلوونی بود، شناخته شده‌است.